# تپه صفر داغی
تپه صفر داغی مربوط به هزاره اول قبل از میلاد - دوره سلجوقیان است و در شهرستان گرمی، بخش انگوت، روستای گرمی کندی واقع شده و این اثر در تاریخ ۱۰ خرداد ۱۳۸۲ با شمارهٔ ثبت ۸۸۹۰ به‌عنوان یکی از آثار ملی ایران به ثبت رسیده است.